# Liczkowce
Liczkowce (ukr. Личківці, Łyczkiwci) – wieś na Ukrainie, w obwodzie tarnopolskim, w rejonie czortkowskim, w hromadzie Husiatyn, nad rzeką Gniłą, ok. 2 km od jej ujścia do Zbrucza.

## Historia

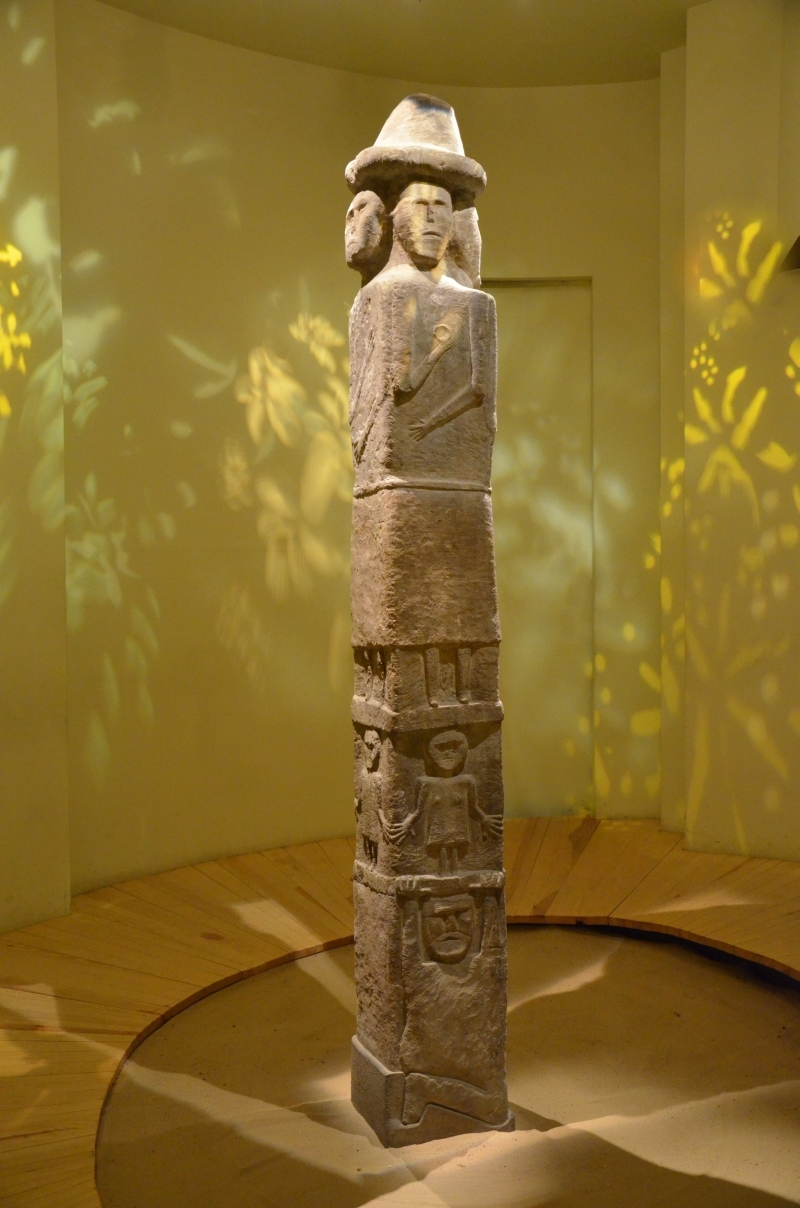
Światowid, pochodzący z IX wieku (przekazany do Muzeum Archeologicznego)

Do 17 września 1939 należała do Polski – województwo tarnopolskie (Małopolska Wschodnia), po czym włączona została do Ukraińskiej SRR, a później, w roku 1991 do Ukrainy.
W 1848, w pobliżu wsi, której właścicielem był Konstanty Zaborowski, z rzeki Zbrucz wydobyto sławny posąg – Światowid, pochodzący z IX wieku (przekazany do Muzeum Archeologicznego w Krakowie).
Do czasu II wojny światowej Liczkowce zamieszkane były w większości przez Polaków. Ludność ukraińska stanowiła mniejszość. We wsi znajdowała się polska szkoła podstawowa, oraz katolicki kościół z 1728 r., który w czasie wojny został zamieniony na magazyn. Budynek jest obecnie ruiną.
Stacjonowały tu jednostki graniczne Wojska Polskiego: w lutym 1922 w Liczkowcach wystawiła placówkę 1 kompania 23 batalionu celnego. W latach 1943–1945 nacjonaliści ukraińscy A zamordowali tutaj 15 Polaków.
Do 2020 roku część rejonu husiatyńskiego, od 2020 – czortkowskiego.

## Przesiedleńcy
Po II wojnie światowej, w konsekwencji czystki etnicznej w Małopolsce Wschodniej, której na ludności polskiej dopuszczali się członkowie OUN i UPA, oraz w następstwie zmian granic kraju, polscy mieszkańcy Liczkowiec zmuszeni zostali do przesiedlenia się na zachodnie Ziemie Odzyskane (1946).
Największym skupiskiem byłych mieszkańców Liczkowiec jest miejscowość Wierzbowa na Dolnym Śląsku. Dla zaznaczenia swojego związku z Liczkowcami nowi mieszkańcy Wierzbowej (wcześniej niem. Rückenwaldau) obrali dla kościoła w Wierzbowej wezwanie tożsame z kościołem w Liczkowcach tj. Niepokalanego Poczęcia Najświętszej Marii Panny. Dość duża grupa mieszkańców Liczkowiec osiedliła się także we wsi Rurzyca w gminie Goleniów w woj. zachodniopomorskim. Zofia Rzepa, była mieszkanka Liszkowiec, a obecnie Rurzycy, przywiozła do Polski tablicę z orłem w koronie i napisem „Urząd Gminy Liczkowce", którą jej babcia ukryła w dniu agresji ZSRR na Polskę i przechowała przez całą wojnę. Tablica od listopada 2011 r. jest eksponowana w goleniowskiej izbie pamięci.

## Zabytki
- zamek – nieistniejący
- Kościół z 1728 roku – w ruinie

## Urodzeni
- Wincenty Leon Szeptycki – generał brygady powstania listopadowego
- Tymon Zaborowski – wieszcz Miodoboru, znany polski poeta patriotyczny